# カール・デイヴィッド・アンダーソン
カール・デイヴィッド・アンダーソン（Carl David Anderson、1905年9月3日-1991年1月11日）は、アメリカ合衆国の物理学者である。1932年に陽電子を発見し、その功績により1936年にノーベル物理学賞を受賞した。また、1936年にミュー粒子を発見した。

## 若年期と教育
アンダーソンは、スウェーデン移民の息子としてニューヨークで生まれた。カリフォルニア工科大学で物理学と工学を学んだ（1927年にB.S.、1930年にPh.D.）。

## 陽電子の発見
ロバート・ミリカンの指導のもとで宇宙線の研究を始めた。その過程で、撮影した霧箱の写真に予想外の粒子の痕跡が写っているのを発見し、電子と同じ質量で逆の電荷を持つ粒子が作り出したものだと解釈した。この発見は1932年に発表され、他の研究者によっても確認されたことで、陽電子の存在を予測したポール・ディラックの理論を裏付けるものとなった。アンダーソンはまず宇宙線の中から陽電子を検出したが、その後、自然放射性核種ThC'' (208Tl)から発生するガンマ線を他の物質に照射することで陽電子と電子の対を生成させ、より決定的な証拠を得た。この功績により、アンダーソンはヴィクトール・フランツ・ヘスと共同で1936年にノーベル物理学賞を受賞した。その50年後、アンダーソンは、自分の発見はカリフォルニア工科大学の同級生である趙忠堯の研究に触発されたものであることを認めた。趙の研究は、アンダーソンの研究を発展させる基礎となったが、当時、趙の名前はクレジットされていなかった。

## ミュー粒子の発見
1936年、アンダーソンとその最初の指導学生であるセス・ネッダーマイヤーは、電子の207倍の質量を持ち、電子と同じ負の電荷とスピン1/2を持つ素粒子「ミュー粒子」を宇宙線の中から発見した。これは当初、湯川秀樹が強い相互作用の理論で提唱した中間子が検出されたものだと考えられ、「ミュー中間子」と呼ばれていた。しかし、それが中間子ではないことが明らかになると、理論物理学者のI・I・ラービが、この予想外の発見が素粒子物理学の論理的スキームにどのように適合するのか困惑し、「そんなもの、誰が注文したんだ?」と（同僚と中華料理店で食事中に）言ったという逸話がある。ミュー粒子は、長い歴史の中で発見された素粒子の最初のもので、当初は、整然とした概念図に当てはめることができず、理論物理学者たちを困惑させた。ウィリス・ラムは1955年のノーベル賞受賞講演で、「新しい素粒子の発見者は、かつてはノーベル賞で報われたが、現在ではそのような発見は1万ドルの罰金で罰せられるべきだ」という話を聞いたことがあると冗談を言っている。西島和彦とマレー・ゲルマンらによる、素粒子の新しい規則性（中野・西島・ゲルマンの法則）などによる解明が必要となった。

## その後
アンダーソンは、その学術・研究キャリアの全てをカリフォルニア工科大学で過ごした。第二次世界大戦中は、カリフォルニア工科大学でロケットの研究を行っていた。
1937年エリオット・クレッソン・メダル受賞。1950年にアメリカ芸術科学アカデミーのフェローに選出された。1975年、アカデミー・オブ・アチーブメントのゴールデンプレート賞を受賞した。
1991年1月11日に死去し、遺体はカリフォルニア州ロサンゼルスのハリウッドヒルズ墓地フォレストローンに埋葬された。

## 主要な論文
- Anderson, C. D. (1933). “The Positive Electron”. Physical Review 43 (6):  491–494. Bibcode: 1933PhRv...43..491A. doi:10.1103/PhysRev.43.491.
- Anderson, C. D. (1932). “The Apparent Existence of Easily Deflectable Positives”. Science 76 (1967):  238–9. Bibcode: 1932Sci....76..238A. doi:10.1126/science.76.1967.238. PMID 17731542.
- Anderson, C. D. (technical advisor) (1957). The Strange Case of the Cosmic Rays. The Bell Laboratory Science Series.